# Чудо-женщина (фильм)
«Чу́до-же́нщина» (англ. Wonder Woman) — американский супергеройский фильм режиссёра Пэтти Дженкинс, основанный на одноимённом персонаже комиксов издательства DC Comics. Является четвёртым фильмом Расширенной вселенной DC после «Отряда самоубийц» (2016). В фильме снялись Галь Гадот, Крис Пайн, Дэнни Хьюстон, Робин Райт и Дэвид Тьюлис.
Съёмки начались в конце ноября 2015 года. В СНГ фильм вышел в прокат 1 июня 2017 года в 3D и IMAX 3D. Он получил положительные отзывы от критиков, многие из которых назвали его лучшей частью Расширенной вселенной DC. Фильм показал пятый лучший старт в США в 2017 году, заработав более 100 миллионов в прокате в первый уик-энд. Также трейлер к фильму выиграл главный приз 18-й ежегодной премии «Золотой трейлер». «Чудо-женщина» стала самым кассовым игровым фильмом, поставленным женщиной-режиссёром и уступает по сборам только мультфильму «Холодное сердце», снятому режиссёром Дженнифер Ли (в дуэте с Крисом Баком).

## Сюжет
В наши дни, в Париже, Диана Принс, оценщица отдела древностей в Лувре, получает от Брюса Уэйна старое фото времён Первой мировой войны, где запечатлена она и её друзья. Диана смотрит на фото и вспоминает своё прошлое.
Она родилась и выросла на острове Фемискира, обители воительниц-амазонок. С детства Диана мечтала стать воином, однако её мать, царица Ипполита, была против этого. Она рассказывает Диане, что когда-то давно бог Зевс создал человечество, но его сын бог войны Арес из зависти к его творению поселил внутри людей тьму и настроил их друг против друга. Затем он убил всех остальных богов, в том числе и своего отца. Но перед смертью Зевс оставил амазонкам меч «Убийца богов», чтобы, когда придёт время, они смогли уничтожить предателя Ареса. Также она рассказывает Диане историю её происхождения. Ипполита поведала дочери, что она вылепила её из глины, а «Зевс вдохнул в неё жизнь». Она ещё раз напоминает Диане, что не желает ей судьбы воина. Та соглашается, но, тем не менее, по ночам сестра Ипполиты, генерал Антиопа, тайно обучает Диану всем боевым навыкам амазонок. Когда обман раскрывается, рассерженная Ипполита берёт с сестры слово, что та будет тренировать Диану жёстче, чем любую другую амазонку, ибо Арес не исчез навсегда и когда-нибудь вернётся.
Уже повзрослевшая Диана во время тренировок показывает потрясающие способности и побеждает свою тётю, случайно скрестив свои браслеты и создав огромную ударную волну. Амазонки смотрят на неё в страхе, а Диана в слезах убегает. Она видит, как сквозь завесу, скрывающую остров, прорывается немецкий военный самолёт и падает в море. Диана спасает пилота, одетого в немецкую военную форму, и вытаскивает его на берег. Никогда прежде не видевшая мужчин, она очень удивляется его попаданию на остров. Пилота, которого зовут Стив Тревор, преследуют немецкие солдаты, которые также преодолевают завесу острова. На пляже начинается бой, но не все амазонки могут выстоять против современного стрелкового оружия. На подмогу приходят Антиопа и Ипполита. Антиопа закрывает племянницу собой от пуль и погибает, после чего амазонки убивают всех немецких солдат. Ипполита в ярости хочет казнить Стива, но Диана встаёт между ним и матерью, говоря, что он помог им в битве и сражался не менее бесстрашно, чем амазонки.
Тревора допрашивают с помощью Лассо Гестии. Он рассказывает, что в мире происходит глобальный военный конфликт, подобного которому ранее никогда не было в мире (Первая Мировая Война), а он был британским шпионом в немецкой секретной ставке, где доктор Изабель Мару по прозвищу «доктор Яд» и генерал Людендорф ведут разработки ядовитого газа, способного уничтожать людей тысячами. Стив украл лабораторный журнал Мару со всеми наработками и попытался сбежать на самолёте Fokker E.III, но за ним выслали погоню и подбили, в результате чего он и оказался на острове. Диана догадывается, что за этой войной стоит Арес, и решает отправиться в Англию вместе с Тревором, дабы положить конец войне. Ипполита высказывается против, убеждая дочь, что её рассказы были лишь легендами, но девушка непреклонна. Ночью она крадёт из сокровищницы «Убийцу богов», щит, Лассо Гестии и доспехи. При попытке бегства с острова их настигают амазонки во главе с Ипполитой, которая неохотно отпускает дочь, даря ей напоследок диадему Антиопы и предупреждая об опасностях вне Фемискиры.
Диана и Стив прибывают в Лондон, где высшее военное руководство ведёт переговоры о перемирии с Германией и никто не обращает внимания на добытые Тревором данные. Стив считает, что, несмотря на перемирие, немцы рано или поздно используют газ. Диана и Тревор намерены проявить личную инициативу и собирают отряд, в который вместе с ними входят шпион Самир, стрелок Чарли и контрабандист «Вождь». Внезапно им оказывает поддержку сэр Патрик Морган, один из ярых сторонников перемирия.
Команда отправляется в Бельгию и пересекает Западный фронт. Солдаты в окопах долгое время сдерживают немецкие силы. Диана в одиночку выходит против врага и принимает огонь на себя. Ободрённые подвигом девушки, союзные силы идут в атаку и освобождают деревню. После небольшого торжества Диана и Стив проводят ночь вместе.
Команда узнаёт, что Людендорф будет присутствовать на званом приёме в находящемся неподалёку замке. Отряд решает разделиться — Стив и Самир под прикрытием проникнут в замок, а остальные будут прикрывать их отход. Диана, считая, что Людендорф и есть Арес, не подчиняется и сама отправляется в замок, где пытается его убить, но её останавливает Тревор, так как это убийство рассекретило бы их и сорвало всё дело.
Немцы атакуют деревню, которая ранее была освобождена, при помощи нового газа, созданного Мару. Прибыв в деревню, Диана видит, что всё население деревни погибло. Диана в ярости и горе обвиняет Стива, говоря, что Арес поработил разум не только немцев, но и его тоже. Она преследует Людендорфа до военной базы, на которой находится огромный бомбардировщик, уже загруженный бомбами с газом и готовый к вылету для бомбардировки Лондона. Диана убивает Людендорфа и не может понять, почему война не прекращается с его смертью. В этот момент перед ней появляется сэр Патрик, который, в свою очередь, рассказывает ей, что он и есть настоящий Арес. Он говорит, что по сути ничего и не делал, лишь тайком нашёптывал и подсказывал идеи, а решение развязать войну принадлежит самому человечеству. Он апеллирует к тому, что даже пытался убедить людей заключить перемирие, но они сами осознанно продолжили воевать и уничтожать друг друга. Желая стереть всё живое с лица земли, Арес призывает Диану присоединиться к нему. Диана отказывается и пытается убить его мечом, но Арес своей рукой уничтожает его, чем повергает девушку в шок, а после этого объясняет ей, что настоящий «Убийца богов» — это не меч, а она сама, последнее творение Зевса, способное убить его (только бог может убить другого бога). Завязывается бой, в котором Арес постепенно одерживает верх. Стив Тревор понимает, что единственным верным решением будет взорвать самолёт с газом на достаточно безопасном расстоянии. Он угоняет самолёт и жертвует собой, взрывая его в воздухе. Вдохновлённая поступком возлюбленного и его последними словами, Диана призывает всю свою мощь полубога и уничтожает Ареса. По возвращении в Лондон все празднуют окончание войны, а Диана скорбит по Стиву.
Действие вновь переносится в наши дни. Диана пишет электронное письмо Брюсу Уэйну со словами благодарности за возврат фото и говорит, что она останется, видимо, намекая на согласие остаться в команде Лиги справедливости. Последние кадры — Диана в облачении Чудо-женщины вновь спешит помогать людям, как и сто лет назад.

## В ролях
| Актёр                  | Роль                       |
| ---------------------- | -------------------------- |
| Галь Гадот             | Диана Принс / Чудо-Женщина |
| Крис Пайн              | капитан Стив Тревор        |
| Люси Дэвис             | Этта Кэнди                 |
| Конни Нильсен          | королева Ипполита          |
| Робин Райт             | генерал Антиопа            |
| Лиза Ловен Конгсли     | Меналиппа                  |
| Саманта Джо            | Эвбея                      |
| Дэвид Тьюлис           | сэр Патрик Морган / Арес   |
| Дэнни Хьюстон          | генерал Людендорф          |
| Юэн Бремнер            | Чарли                      |
| Елена Анайя            | Изабель Мару / Доктор Яд   |
| Саид Тагмауи           | Самир / Чёрный Ястреб      |
| Даутцен Крус           | Венелия                    |
| Джозетт Саймон         | Мнемосина                  |
| Элинор Мацуура         | Эпиона                     |
| Энн Вулф               | Артемида                   |
| Ын Мэйлин              | Орана                      |
| Энн Огбомо             | Филиппус                   |
| Жаки-Ли Прайс          | Нубия                      |
| Брук Энс               | Пентесилея                 |
| Юджин «Храбрый Камень» | Вождь                      |

## Создание фильма

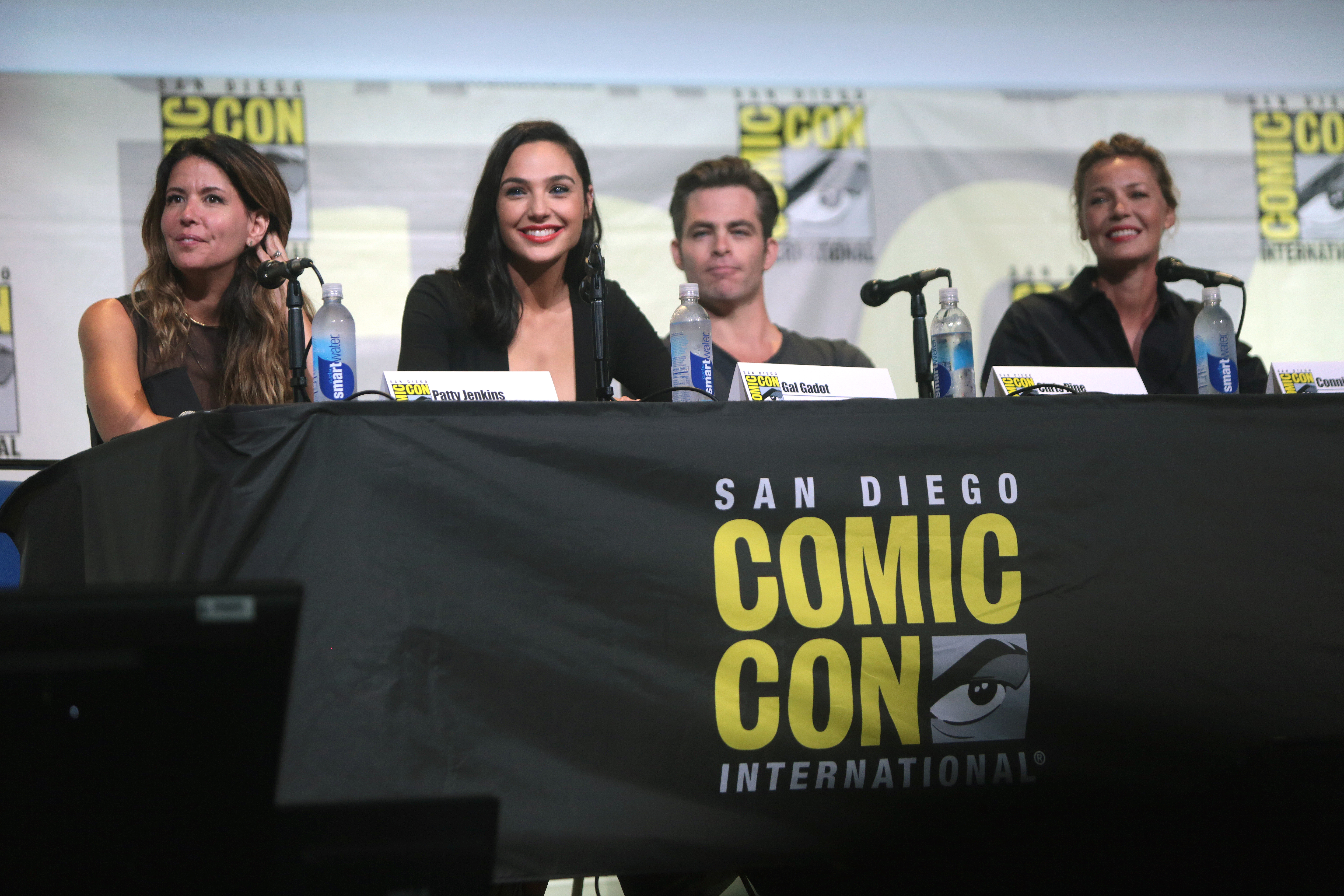
Пэтти Дженкинс, Галь Гадот, Крис Пайн и Конни Нильсен (слева направо) на фестивале San Diego Comic-Con International в 2016 году

15 октября 2014 года было официально объявлено, что отдельная картина о Чудо-женщине выйдет 23 июня 2017 года (позже перенесённая на 2 июня), главная роль достанется актрисе Галь Гадот.
На место режиссёра фильма студия Warner Bros. предпочла найти женщину-режиссёра. Первоначально это место заняла Мишель Макларен, но она покинула проект из-за творческих разногласий. После её ухода место заняла Пэтти Дженкинс, для которой эта работа стала первым художественным фильмом с 2003 года. Предыдущие годы Пэтти посвятила телевидению.
Позже было объявлено, что Крис Пайн утверждён на роль Стива Тревора — возлюбленного Чудо-женщины . В фильме снялись такие актёры, как Конни Нильсен в роли матери Дианы, Королевы Ипполиты и Робин Райт в роли Генерала Антиопы, Дэнни Хьюстон в роли генерала Эриха Людендорфа, Елена Анайя в роли Изабель Мару / Доктора Яда и Дэвид Тьюлис в роли сэра Патрика Моргана/Ареса.
12 ноября 2015 года официально стартовали съёмки проекта, которые проходили в Великобритании, Франции и Италии.

## Маркетинг
23 июля 2016 года на фестивале Comic-Con в Сан-Диего был продемонстрирован тизер-трейлер фильма. Уже позже были опубликованы два полноценных трейлера. Финальный трейлер «История воина» был выпущен в начале мая 2017 года.

## Скандалы

### Подмышки Галь Гадот
После выхода трейлера фильма сторонники феминизма и бодипозитива принялись ожесточённо критиковать выбритые подмышки актрисы Галь Гадот в киноленте. По мнению критиков и возмущённых зрителей, Чудо-женщина не контактировала с людьми до определённого момента, а значит, не была знакома с принятыми в обществе стандартами красоты и патриархальными нормами. На самом деле, это не совсем так: жительницы Древней Греции и Древнего Рима действительно брили эту часть тела, тогда как для культуры Западной Европы и Америки это не было свойственно. Многие феминистки посчитали подобную критику надуманной проблемой, так как вместо того, чтобы обсуждать личность первой за много лет значимой для сюжета женщины-супергероини, люди почему-то ударились в критику её тела. Тем не менее, представители Warner Bros. всё же прислушались к критике и немного изменили внешность супергероини, а именно — «нарастили» ей волосы в подмышках.

### Инцидент в кинотеатре Alamo Drafthouse
Кинотеатр сети Alamo Drafthouse в Остине запретил мужчинам приходить на два сеанса «Чудо-женщины», обозначив их как показы «только для женщин». Ограничение посетителей по половому признаку стало причиной негодования и одной из причин призывов в Твиттере к бойкоту фильма.

### Запрет показа фильма в ряде стран
В Ливане «Чудо-женщина» была снята с проката за несколько часов до начала показа в кинотеатрах. В качестве причин правительство назвало напряжённые отношения с Израилем и участие в фильме Галь Гадот, являвшейся бывшей военнослужащей Вооружённых сил этой страны. Примечательно, что франшиза «Форсаж» и фильм «Бэтмен против Супермена: На заре справедливости», в которых актриса также снималась, не попадали под запрет в Ливане.
Позже показ фильма запретили в Алжире, Тунисе и Катаре, в которых заняли ту же позицию относительно Галь Гадот.

## Продолжение
В июле 2017 года стало известно, что успех картины в прокате повлиял на решение студии Warner Bros. о создании сиквела «Чудо-женщины». В конце июля было сообщено, что сиквел выйдет на экраны 13 декабря 2019 года. В середине ноября кинокомпания Warner Bros. объявила, что премьера фильма состоится 1 ноября 2019 года.
В октябре 2018 года студия перенесла дату релиза на 5 июня 2020 года. Выход фильма на экраны был намечен на 4 июня 2020 года в России, в США и Великобритании — 5 июня 2020 года, но из-за вспышки коронавируса был перенесён на декабрь этого же года.